# Колхиева, Замира Муратовна
Зами́ра Мура́товна Колхи́ева (род. 18 февраля 1974) — российская актриса

.

## Биография
Родилась 18 февраля 1974 года.
Окончила Ярославский театральный институт в 1994 году, художественный руководитель курса — Владимир Александрович Воронцов. Дипломный спектакль «Строитель Сольнес», Г. Ибсен. Работала в Ярославском академическом театре драмы им. Ф. Волкова. Ныне работает в Ярославском камерном театре.

## Роли

### Ярославский академический театр драмы им. Ф. Волкова
- «Король Лир» (У. Шекспир) — Корделия
- «Игрок» (Ф. М. Достоевский) — Бланш
- «Кавказский роман» (Л. Н. Толстой) — Федоська

### Ярославский камерный театр
- «Представление трагедии Александра Пушкина „Моцарт и Сальери“ на убогих подмостках конца XX столетия» (по пьесе Леонида Рокотова) — Женщина в красном
- «Русский ланч» (по пьесе И. Тургенева «Завтрак у предводителя») — Каурова Анна Ильинична, вдова
- «Любо?… Дорого!» — новелла «Счастливого Рождества» — Жози, служанка — новелла «Любо?… Дорого!» — Мишлин
- «Карета святых даров»
- «Дон Кихот. Версия умалишённых» (по пьесе Леонида Рокотова) — Джудит, медсестра, она же Дульсинея
- «Как Бабы-Яги сказку спасали» (авторы М. Мокиенко, И. Бедных) — Средняя Баба-Яга
- «Встречи и расставания» (импровизация по произведениям Александра Володина).
- «Путники в ночи» (импровизация в стиле блюз по произведениям Уильяма Сарояна).
- «Любимая, начнём всё с нуля?..» (Мишель Блан и Жерар Жюно) — Мари
- «Не сотвори себе жену» (по пьесе Леонида Рокотова) — Агнесса, молодая девушка, воспитанница Арнольфа
- «Прощай, Иуда!» (Ирениуш Иредынский) — девчонка
- «Сильвия» (Альберт Рамсделл Герни-младший) — Кейт
- «Детектор лжи» (Василий Сигарев) — Надежда
- «Так хорошо и днём и ночью» (Франсуаза Саган) — Зельда
- «Рикошет» (Эдвард Тейлор) — Эмма
- «Эдит» (Любовь Терентьева) — Эдит Пиаф
- «Не бросайте пепел на пол» (Елена Скороходова) — Она
- «Незабываемое» (По мотивам произведений Рустама Ибрагимбекова, Федора Абрамова)
- «Давайте жить дружно или игра в кошки-мышки» (Инсценировка В. Кулагина по мотивам сказки «Приключения кота Леопольда») — Белая
- «Дни варенья, веселенья и чудесного вранья» (по мотивам Астрид Линдгрен) — Пеппи — длинный чулок

### Фильмография
- «Возвращение Титаника»
- «Иное»
- «Молодой Волкодав» — Седая
- «Как найти идеал» — Маша
- «Клоуны» — Илона
- «Снег на голову» — администратор

## Награды
Весной 2006 получила приз за лучшую женскую роль на II Международном фестивале «Открытое пространство театров „Из ничего“» за роль Джудит в спектакле «Дон Кихот. Версия умалишённых».